# Baude Fastoul
Baude Fastoul, né à Arras, est un trouvère artésien du XIIIe siècle. Il est l'auteur d'un congé, écrit entre 1256 et 1269.

## Biographie
Baude Fastoul est un trouvère artésien. Il se nomme lui-même, dans son poème, Baude Fastoul d'Aras (Arras). Le seul texte connu de lui est le congé qu'il écrit entre 1256 et 1269. Il y chante son adieu au monde avant son retrait dans une léproserie.

## Œuvre
Le congé de Baude Fastoul est long de 58 strophes ; il s'agit plus précisément de douzains de huit pieds. Au cours de cet adieu, Fastoul cite son homologue Jehan Bodel.